# 690
Năm 690 là một năm trong lịch Julius.